# 若葉 (初代神風型駆逐艦)
|          |                                                                                  |
| 艦歴     |                                                                                  |
| 計画     | 明治37年度臨時軍事費                                                             |
| 起工     | 1905年5月20日                                                                    |
| 進水     | 1905年11月25日                                                                   |
| 就役     | 1906年2月28日                                                                    |
| その後   | 1912年8月28日三等駆逐艦 1924年12月1日掃海艇編入 1928年7月6日廃駆逐艦第16号と仮称 |
| 除籍     | 1928年4月1日                                                                     |
| 廃船     | 1929年1月31日                                                                    |
| 性能諸元 |                                                                                  |
| 排水量   | 常備：381t 満載：450t                                                            |
| 全長     | 69.2メートル                                                                     |
| 全幅     | 6.6メートル                                                                      |
| 吃水     | 1.8メートル                                                                      |
| 機関     | レシプロエンジン2基2軸、6,000hp                                                  |
| 最大速力 | 29ノット                                                                         |
| 航続距離 | 11ノット/850カイリ                                                               |
| 乗員     | 70人                                                                             |
| 兵装     | 80mm（40口径）単装砲 2門 80mm（28口径）単装砲 4門 450mm魚雷発射管 2門            |

若葉（わかば）は、大日本帝国海軍の駆逐艦で、神風型駆逐艦 (初代)の24番艦である。同名艦に初春型駆逐艦の「若葉」があるため、こちらは「若葉 (初代)」や「若葉I」などと表記される。

## 艦歴
1905年（明治38年）2月15日、命名（製造番号第24号）。同年5月20日、横須賀海軍工廠で起工。同年11月25日、進水。3日後の11月28日、駆逐艦に類別。1906年（明治39年）2月28日、竣工。
第一次世界大戦では、青島の戦いに参加。シベリア出兵時には沿海州の沿岸警備を行った。
1924年（大正13年）12月1日、掃海艇に編入。1928年（昭和3年）4月1日、除籍。同年7月6日、廃駆逐艦第16号と仮称。1929年（昭和4年）1月31日、廃船。

## 艦長
※『日本海軍史』第9巻・第10巻の「将官履歴」及び『官報』に基づく。
駆逐艦長
- 成瀬美雄 大尉：1906年1月25日 - 10月25日
- 加々良乙比古 大尉：1906年10月25日 - 1907年7月1日
- （兼）玉岡吉郎 大尉：1907年7月1日 - 1907年10月15日
- （兼）関干城 大尉：1907年10月15日 - 11月22日
- （兼）武富咸一 大尉：1907年11月22日 - 12月18日
- 日高謹爾 大尉：1907年12月18日 - 1908年2月20日
- 松下惣吉 大尉：1908年2月20日 - 1909年5月1日
- 木岡英男 大尉：1909年5月1日 - 1911年12月1日
- 横田亨 大尉：1911年12月1日 - 1912年12月1日
- （兼）伊東真三郎 少佐：1912年12月1日 - 12月20日
- 川田功 大尉：1912年12月20日 - 1913年12月1日
- 前原謙治 大尉：1913年12月1日 - 1915年9月8日
- 後藤章 大尉：1915年9月8日 - 1916年9月5日
- 金田光太郎 大尉：1916年9月5日 -
- 神山忠 大尉：1917年10月10日[8] - 1918年12月1日[9]
- 浅野千之介 大尉：1918年12月1日[9] - 1920年12月1日[10]
- 小林徹理 大尉：1920年12月1日 - 1921年12月1日
- 日台虎治 大尉：1921年12月1日 - 1922年11月1日
- 柴田力 大尉：1922年11月1日 - 1924年8月20日
- 清水他喜雄 大尉：1924年8月20日[11] -

掃海艇長
- 中島新太郎 大尉：1924年12月1日[12] - 1926年1月15日[13]
- 宮坂市郎 大尉：1926年1月15日[13] - 10月15日[14]